# Починковский уезд
Почи́нковский уе́зд — административно-территориальная единица Нижегородской губернии, существовавшая в 1779—1796 и 1921—1923 годах с центром в городе Починки.
Починковский уезд был образован указом Екатерины II в 1779 году и упразднён в 1796 году Павлом I, а его территория вошла в состав Лукояновского уезда. Починки стали заштатным городом «без уезда».
Починковский уезд был образован повторно постановлениями ВЦИК от 18 июня и 29 августа 1921 года. В его состав вошли Азрапинская, Байковская, Больше-Болдинская, Васильевская, Кемленская, Лобасковская, Нижне-Александровская, Никитинская, Ново-Слободская, Оброчинская, Починковская, Пузско-Слободская, Пеле-Хованская, Симбуховская и Кочкуровская волости Лукояновского уезда.
27 апреля 1923 года Починковский уезд был вторично упразднён, его территория вновь вернулась в состав Лукояновского уезда.